# Бердигалиева, Роза Амангалиевна
Ро́за Амангали́евна Бердигали́ева (каз. Роза Аманғали қызы Бердіғалиева; 5 мая 1945, село Кара-Бирюк, Астраханская область, РСФСР — 24 марта 2015) — заслуженный деятель Казахстана, 33 года возглавляла национальные и республиканские учреждения Министерства культуры и информации Республики Казахстан, президент Библиотечной ассоциации Казахстана, известный в мире лидер библиотечной общественности Казахстана.

### Образование
Окончила в 1963 г. среднюю школу № 66 в Алма-Ате, в 1967 г. библиотечный факультет Московского государственного института культуры.

### Научная степень и научные звания
- Кандидат исторических наук. Защитила в 1997 г. диссертацию на тему «Становление Национальной библиотеки Республики Казахстан и развитие исторических исследований в 1931—1945 гг.»[2]
- Член-корреспондент с 1995 по 2008 год отраслевого Отделения «Библиотековедение» общественной организации «Международная академия информатизации».
- Избрана в 2008 г. академиком — действительным членом отраслевого Отделения «Библиотековедение» общественной организации «Международная академия информатизации»[3].
- Член-корреспондент Международной экономической академии Евразии с 1998 г.
- Почетный профессор Южно-Казахстанского университета имени М. О. Ауезова с 2003 г. (Шымкент)

### Карьера
- Организатор и первый генеральный директор Национальной академической библиотеки Республики Казахстан (2003—2009)
- Директор, генеральный директор Национальной библиотеки Республики Казахстан (1987—2003)
- Директор Республиканского научно-методического центра народного творчества и культурно-просветительной работы (1984—1987)
- Организатор и первый директор Государственной республиканской юношеской библиотеки (1976—1984)
- Второй секретарь Фрунзенского райкома ЛКСМ Казахстана (1972—1976)
- Заведующая научно-методическим отделом, библиограф Государственной республиканской детской библиотеки (1967—1972)

### Международная деятельность
- Член Постоянного Регионального Комитета Международной федерации библиотечных ассоциаций и учреждений стран Азии и Океании. Избрана на 2007—2011 и 2011—2015[4].
- Член Комитета по свободному доступу к информации и свободе выражения (FAIFE / IFLA) с 2003 года[5].
- Очередное избрание в Комитет FAIFE/IFLA в 2007 году[6].
- Принимала участие в работе Всемирного Саммита по Информационному Обществу, который прошел в два этапа: в Женеве 10-12 декабря 2003 года и в Тунисе 16-18 ноября 2005 года[7].
- Вице-президент Единства библиотек тюркоязычных стран[8].
- Избранный Президент «Библиотечной Ассамблеи Евразии». Штаб — квартира в городе Москва. Избиралась на срок 2001—2003 гг. Вице-президент (2003—2005 гг.)[9].
- Член Организационного комитета Международной конференции «Библиотеки и информационные ресурсы в современном мире науки, культуры, образования и бизнеса», Крым 2007, город Судак[10].
- Член Организационного комитета Международной конференции «Библиотеки и информационные ресурсы в современном мире науки, культуры, образования и бизнеса», Крым 2008, город Судак[11]
- Член наблюдательного Совета Международной конференции «Крым 2011»[12]
- Член наблюдательного Совета Международной конференции «Крым 2012»[13]
- Член оргкомитета Евразийского информационно-библиотечного конгресса Москва, 2007[14]
- Член группы разработчиков новой редакции Модельного библиотечного кодекса для государств — участников СНГ. Кодекс принят на XXII пленарном заседании Межпарламентской ассамблеи государств — участников СНГ (МПА СНГ) постановлением № 22 — 12 от 15 ноября 2003 года[15].

### Общественная деятельность
- Член Народно-демократической партии «Нур-Отан» с 2007 г.
- Президент Библиотечной ассоциации Республики Казахстан с 1998 г.
- Главный редактор журнала «Кітапхана» с 1993 г.
- Член Комиссии по присуждению Почетного диплома Президента Республики Казахстан за благотворительную и спонсорскую деятельность в культурной и гуманитарной сферах (2000—2003)[16].
- Член Национальной комиссии Республики Казахстан по делам ЮНЕСКО и ИСЕСКО (2000—2004)[17].
- Член Государственной комиссии по проведению Года поддержки культуры Бердигалиева Роза Амангалиевна — президент Ассоциации библиотекарей Республики Казахстан, генеральный директор Национальной библиотеки Республики Казахстан[18]
- Депутат Фрунзенского, Ленинского районных Советов города Алматы в 1973—1975, 1977—1979 гг.
- Депутат Городского Совета г. Алматы 1995—1997 гг.

### Публикации
1. Библиотечное поле Казахстана: События и факты /Бердигалиева Р. А. — Астана: Фолиант, 2009. — 336 с. — ISBN 9965-35-703-X
2. Дареному коню в зубы не смотрят /Бердигалиева Р. А. World Library and Information Congress: 69th IFLA General Conference and Council. 1-9 August 2003, Berlin. http://webdoc.sub.gwdg.de/ebook/aw/2003/ifla/vortraege/iv/ifla69/papers/016r-Berdigaliyeva.pdf
3. Информационное поле Казахстана /Бердигалиева Р. А. //Кітапхана алемi / Мир библиотеки. — 2010. — № 2. — С. 8-12 http://89.218.44.250/downloads/Журналы/2010/Zhurnal_2-2010.pdf (недоступная+ссылка)
4. Концепция Национальной академической библиотеки Республики Казахстан /Бердигалиева Р. А. — Астана: КазПолиграфИздат, 2004. — 62 с. — Текст параллельный: каз., рус., англ. — ISBN 9965-9883-0-7  На русском языке  в книге Библиотечное поле Казахстана на с.198-212
5. Компакт диск «Музыкальное наследие Казахстана»: Проект Бюро ЮНЕСКО «Сеть — Нас ледие» /Руководитель проекта Р. А. Бердигалиева. — Алматы, 1999. — 350 МБ — Текст на казахском, русском, английском языках Сайт Кластерного бюро ЮНЕСКО по Казахстану, Кыргызстану, Таджикистану и Узбекистану (Алматы) https://web.archive.org/web/20150403103015/http://www.unesco.kz/new/ru/unesco/news/860
6. Компакт диск «Хроника Казахстана»: по материалам и статьям первых казахстанских газет, напечатанных арабским шрифтом с 1913 по 1932 годы: Проект ЮНЕСКО «Сеть — Наследие» /Руководитель проекта Р. А. Бердигалиева. — Алматы, 2000. — Сопроводительные тексты на русском и английском языках. — 400 МБ.
7. Разработка исторической библиографии Казахстана в 30-х и первой половины 40-х годов /Бердигалиева Р. А. - Алматы, 1996. — 128 с. — Рукопись депонирована в КазНИИНТИ 18.11.1996 г. № 7272 КА96.
8. Роль библиотеки в современной культуре /Бердигалиева Р. А.(соавтор). — Алматы, 2001. — 95 c. — ISBN 9965-03-020-0.
9. Становление Национальной библиотеки Республики Казахстан и развитие исторических исследований в 1931—1945 гг./Бердигалиева Р. А. — Алматы, 1998. — 127 с. — ISBN 9965-03-006-5.
10. Урок мужества /Бердигалиева Р. А.(соавтор). — Алма-Ата, 1980.
11. Формирование национального фонда научно-технической информации Национальной библиотеки Республики Казахстан: Отчет о научно-исследовательской работе (заключительный) /Руководитель Р. А. Бердигалиева, ответственные исполнители Тасыбаева С. А. и Сапаргалиев Е. Б. — Алматы, 1997. — 186 с. — № государственной регистрации 0194РК00125, инвентарный № 0297РК00950.